# Frosch (Lebensmittel)

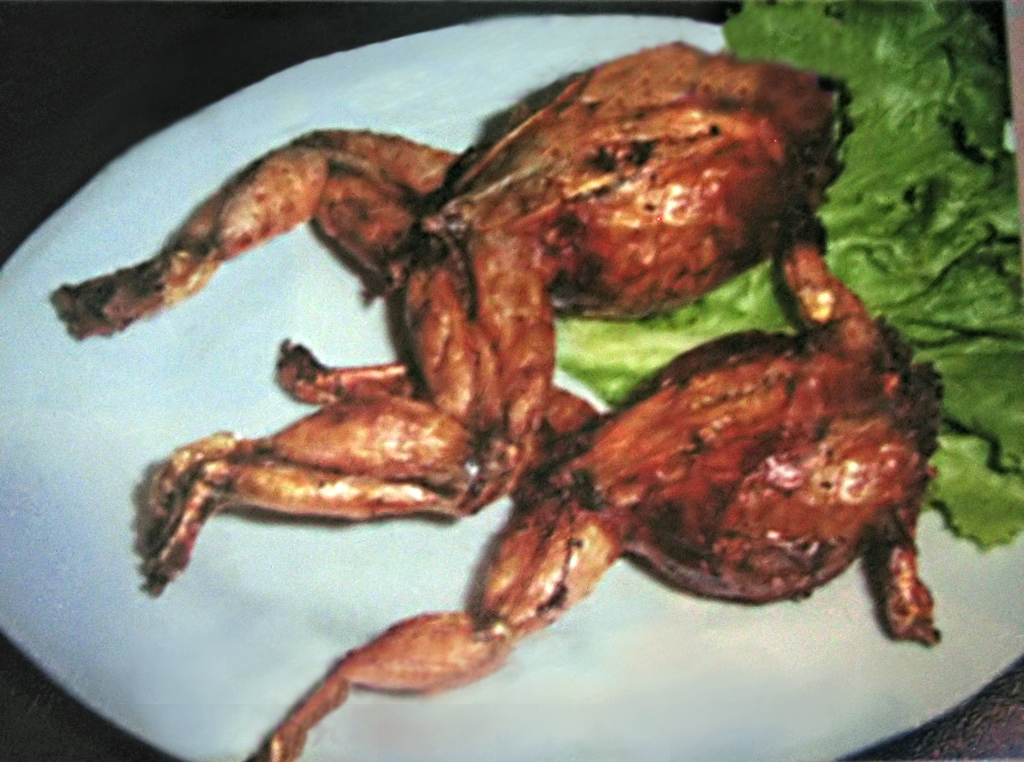
Gefüllte Frösche in Kambodscha

Frösche gelten vor allem in den Küchen Frankreichs, der Westschweiz, Belgiens, Luxemburgs, Portugals, Louisianas und der Karibik sowie allgemein in Süd- und Ost-Asien und Teilen Afrikas als Delikatesse. Verwendet werden meist nur die Froschschenkel genannten Hinterbeine mit dem Ansatz der Wirbelsäule von verschiedenen Arten insbesondere aus der Familie der Echten Frösche (Ranidae) und deren näherer Verwandtschaft.

## Hintergrund

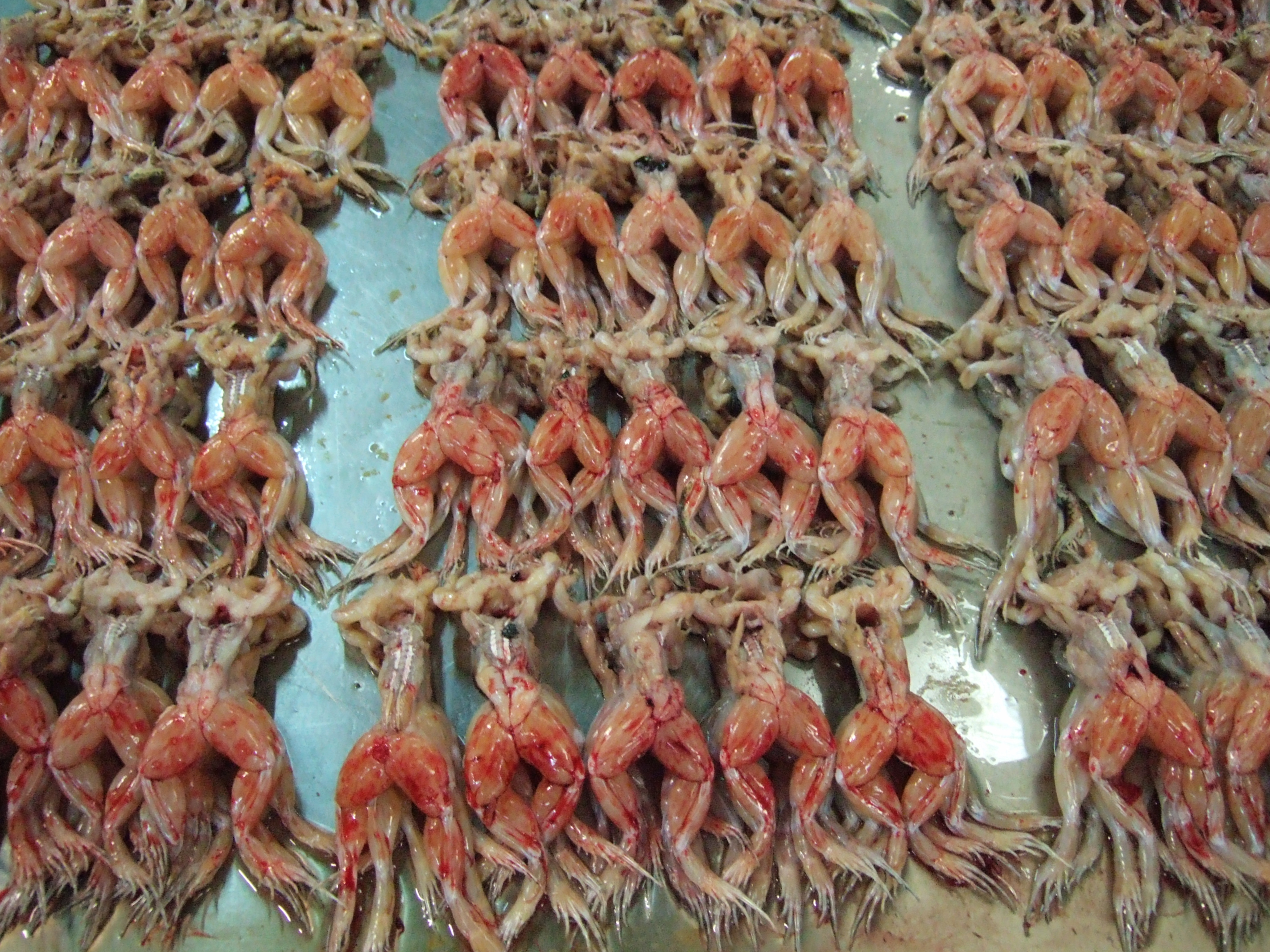
Rohe Froschschenkel

In einem alten Kochbuch heißt es: „Das überaus zarte Wadenfleisch der Frösche schmeckt beinahe wie das von jungen Hühnern. Es ist zwar etwas fetter und weichlicher, doch ist dies mehr angenehm als widrig. Das Fleisch der Frösche ist zart und fein. Am besten sind sie im Herbst, um diese Zeit ist der Frosch am besten genährt. Sie werden je ein Dutzend auf Ruten gereiht und auf dem Markt verkauft.“
Die Oeconomische Encyclopädie von Johann Georg Krünitz aus dem 18. Jahrhundert erwähnt ebenfalls den Verzehr von Fröschen und gibt entsprechende Rezepte an. Krünitz beschreibt auch die Jagdmethoden; in der Regel wurde für die Froschjagd eine spezielle Armbrust verwendet, die Frosch-Schnepper hieß. Am „lustigsten“ aber sei es, Frösche mit einer so genannten Klitsch-Angel zu fangen, bei der ein rotes Tuch als Köder diente. Auch die Zubereitung wird beschrieben:

„Bei der Zubereitung der Frösche zum Verspeisen, schneidet man den Vordertheil ganz ab, zieht die Haut über den Hintertheilen ab, hacket von letztern das Vordere weg, und leget sie eine Nacht über in kaltes Wasser, um sie auszuwässern; alsdann werden diese Hinter-Viertel mit dem Rücken fricassirt, mit Mehl oder Gries bestreuet, und aus Schmalz gebacken, oder wie junge Hühner zugerichtet.“

Schon zu dieser Zeit wurden Frösche laut Krünitz häufiger in Italien und Frankreich gegessen als in Deutschland, doch noch in Meyers Konversationslexikon ist Ende des 19. Jahrhunderts zu lesen: „In Süddeutschland und ganz Südeuropa werden die Schenkel als wohlschmeckendes, leicht verdauliches und gesundes Gericht gesotten und gebraten gegessen; in Italien verspeist man den ganzen ausgeweideten Frosch“.
In der asiatischen Küche, zum Beispiel auf den Philippinen oder in Kambodscha, werden Frösche auch im Ganzen und gefüllt serviert. Dazu wird zum Beispiel mit Knoblauch, Essig und Gewürzen gemischtes Schweinehack in das gut gesäuberte Innere der Frösche gefüllt, die mit Gewürzen abgerieben und zum Trocknen in die Sonne gehängt werden. Dann werden die Frösche in heißem Fett gebraten, bis sie goldbraun sind.

## Herkunft, Abnehmer unter den westlichen Ländern

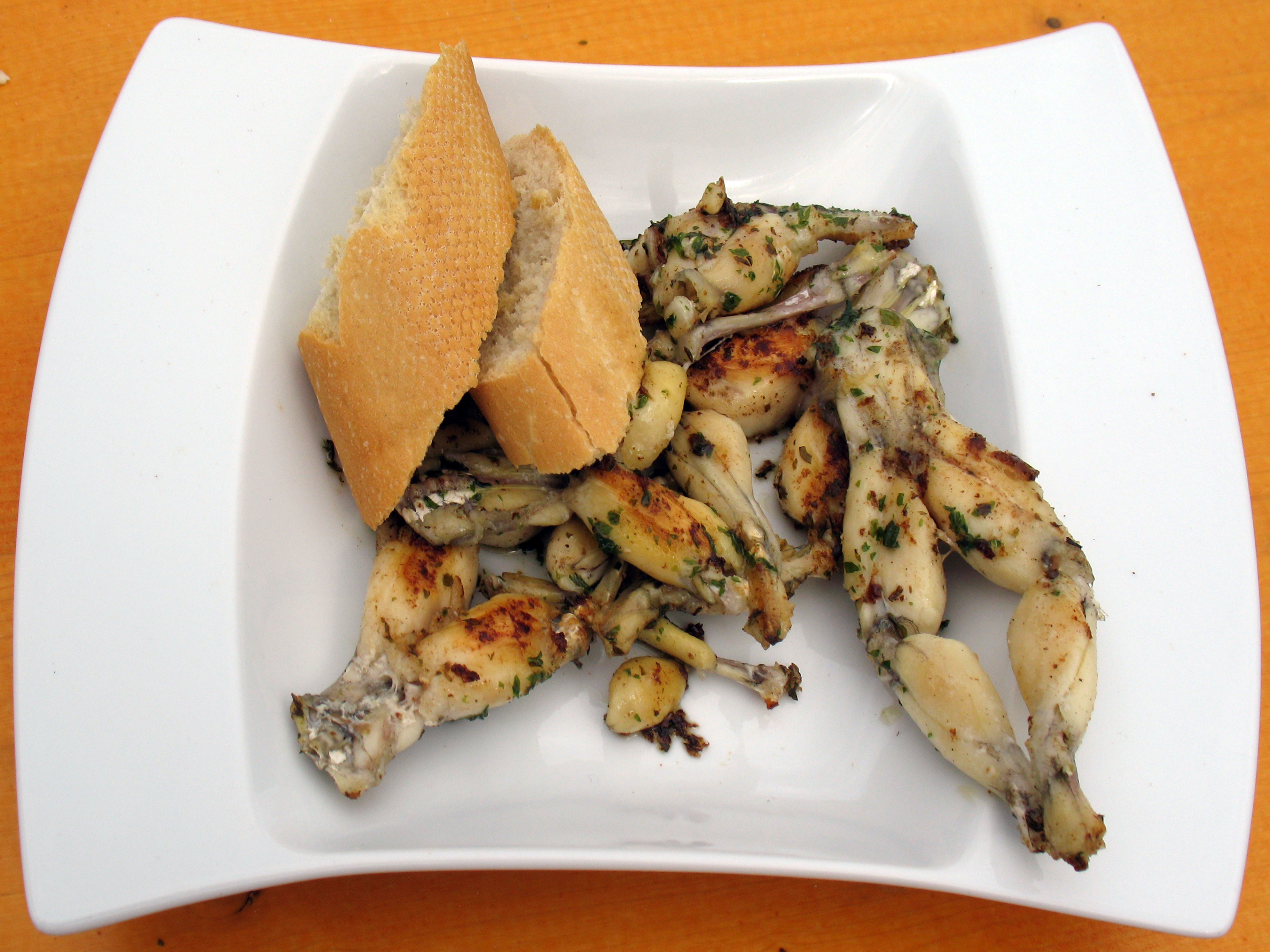
Froschschenkel auf dem deutsch-französischen Volksfest in Berlin

Während noch bis ins 20. Jahrhundert auch in Europa Frösche für den Verzehr gefangen wurden – namentlich Wasserfrösche wie Rana kl. esculenta bzw. Pelophylax kl. esculentus –, werden sie heute überwiegend aus Asien importiert, vor allem Wildfänge aus Reisfeldern und der freien Natur, ferner Frösche aus sogenannten Zuchtfarmen. Von einem ehemals saisonal betriebenen Handel für den jeweiligen Lokalmarkt hat sich der Froschschenkelhandel inzwischen zu einem ganzjährigen und globalen Massengeschäft entwickelt. Früher waren Indien und Bangladesch die wichtigsten Exporteure, heute hat Indonesien diese Rolle übernommen. Hauptabnehmer in Europa ist Frankreich mit circa 150 Millionen Froschschenkeln pro Jahr. Etwa 150 Tonnen Froschschenkel werden jährlich in die Schweiz importiert. 1999 wurden in die Europäische Union – vorwiegend nach Frankreich, Belgien und Luxemburg – 9700 Tonnen Froschschenkel eingeführt. Innerhalb eines Jahres sind aber auch beispielsweise sechs Millionen Chinesische Ochsenfrösche (Hoplobatrachus rugulosus) von Thailand nach Hongkong verschifft worden. 2015 wurden nur noch 4234 t in die EU importiert, hauptsächlich Schenkel indonesischer Krabbenfrösche für Frankreich.
Die USA importierten von 1998 bis 2002 fast 15 Millionen Amphibien und über 5000 Tonnen Amphibienteile aus Wildfängen. Davon wurden 4000 Tonnen zum Zweck des menschlichen Verzehrs verwendet. Die Vereinigten Staaten gelten damit als einer der größten Importeure von Froschschenkeln, wobei circa 20 Prozent aus Asien stammen. Der wichtigste Exporteur, Indonesien, führte allein im Jahr 2002 etwa 3800 Tonnen Froschteile aus, mehrheitlich Wildfänge. Größter Abnehmer indonesischer Froschschenkel ist aber Europa mit einem Anteil von über 83 Prozent der Exporte dieses Landes.

## Tierschutz, Artenschutz und Naturschutz

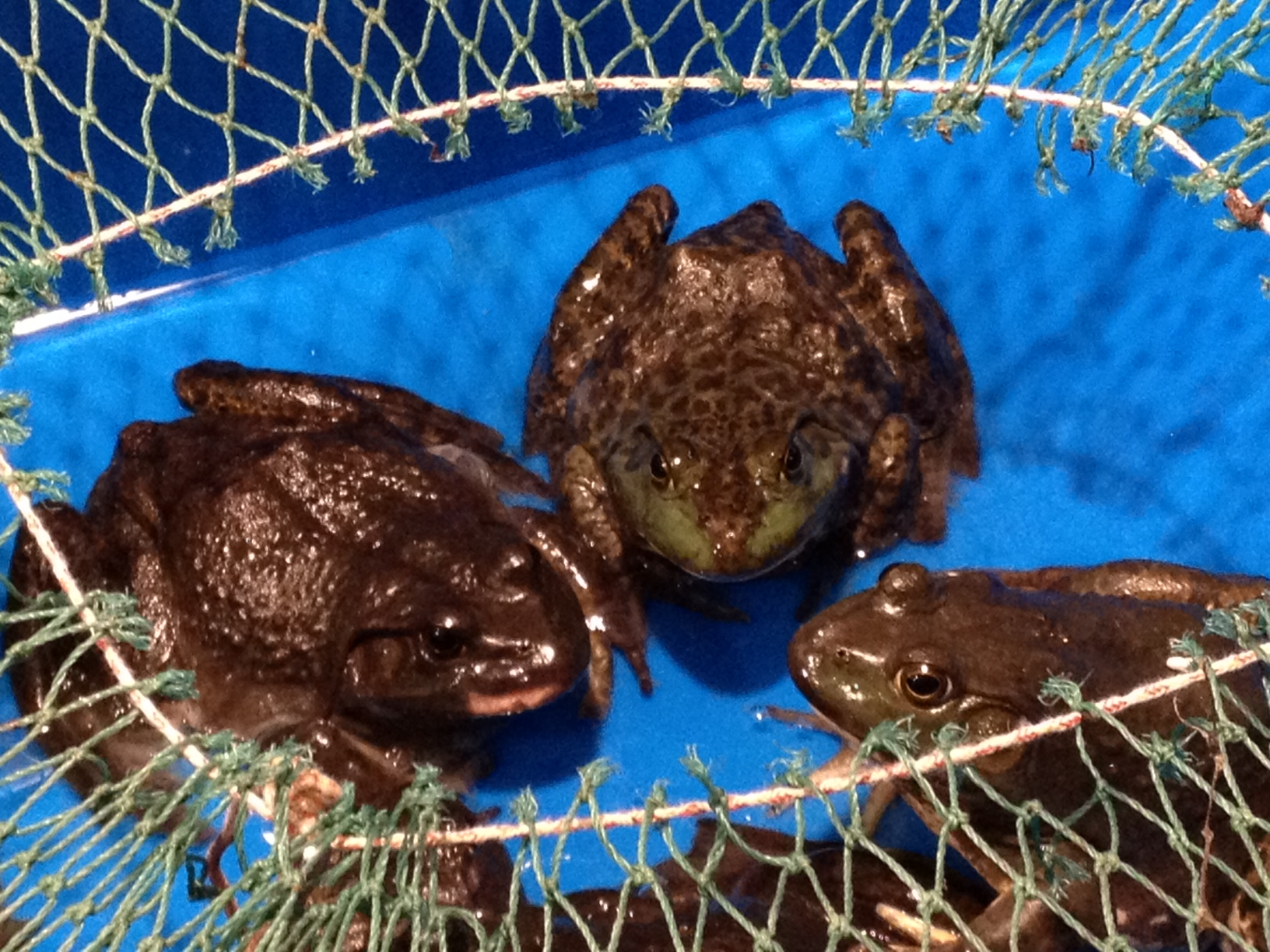
Ochsenfrösche in einem chinesischen Supermarkt

Natur- und Tierschutzorganisationen kritisieren die als grausam und tierquälerisch bezeichneten Schlachtungsmethoden der zum Verzehr genutzten Frösche. Oft wird dem lebendigen, lediglich durch ein Eisbad betäubten Frosch der Hinterleib vom übrigen Rumpf abgetrennt. Der nicht verwendete Vorderteil des Tieres (Kopf und Rumpf mit Vorderbeinen) wird meist verworfen.
Problematisch ist auch die massenhafte Entnahme freilebender Froschlurche aus der Landschaft, zum einen unter Aspekten des Artenschutzes, zum anderen wegen Eingriffen in das ökologische Gleichgewicht. So wurde aus Bangladesch über auftretende Mückenplagen berichtet, nachdem man in großem Stil Frösche aus Reisfeldern und Sumpfgebieten weggefangen hatte. Dies wiederum machte den Einsatz großer Mengen Insektizide erforderlich. In Indien wurde der legale Handel mit Froschschenkeln 1987 eingestellt, unter anderem aus Tierschutz- und Artenschutzerwägungen. Allerdings existieren nach wie vor illegale Handelsströme aus Indien.
In Deutschland sind alle europäischen Arten der Amphibien, also auch alle Frösche, nach der Bundesartenschutzverordnung (BArtSchV), Anlage 1, sowie dem Bundesnaturschutzgesetz (BNatSchG) „besonders geschützt“, sofern sie nicht schon „streng geschützt“ nach BNatSchG sind. Auch für den Lebensmittelhandel bedeutende außereuropäische Arten wie der in Farmen gezüchtete Nordamerikanische Ochsenfrosch (Rana catesbeiana bzw. Lithobates catesbeianus) und der oft wildgefangene Asiatische Ochsenfrosch (auch: Tigerfrosch; Hoplobatrachus tigerinus) sind nach BNatSchG besonders geschützt. Als weitere in größerem Ausmaß in den Export gelangende oder lokal gehandelte Arten sind unter anderem der Philippinen-Frosch, Fejervarya cancrivora, der Südostasiatische Reisfrosch, Fejervarya limnocharis und der Zahnfrosch, Limnonectes macrodon, zu nennen.
„Besonders geschützt“ bedeutet, dass die Vertreter dieser Art nicht gefangen, verletzt oder getötet werden dürfen. Allerdings deckt die Bestimmung nur den Geltungsbereich des Gesetzes, also Deutschland, ab. Die Einfuhr mancher Arten ist davon nicht betroffen, sofern sie nicht, wie etwa Hoplobatrachus tigerinus, durch internationale Schutzbestimmungen wie das Washingtoner Artenschutz-Übereinkommen erfasst sind.

## Deklaration

### Schweiz
In der Schweiz sollen Froschschenkel, welche ohne Schmerzausschaltung gewonnen werden, künftig einer Deklarationspflicht unterliegen.